# Lygia Martins Costa
Lygia Martins Costa (Piraí, 13 de dezembro de 1914 - 12 de julho de 2020) foi uma museóloga brasileira.
Nascida no então distrito de Pinheiral, município de Piraí, Lygia se formou no curso técnico de Museus do Museu Histórico Nacional, embrião do primeiro curso de Museologia do Brasil, que ela ajudou a criar na Universidade Federal do Estado do Rio de Janeiro (Unirio). Recém-formada, passo num concurso público para conservadora do Museu Nacional de Belas Artes. Atuou na instituição até 1952, quando foi trabalhar no Serviço do Patrimônio Histórico e Artístico Nacional, onde exerceu diversas funções.
Foi uma das principais figuras na criação de uma representação do Conselho Internacional de Museus (Icom) no Brasil. Representou o Brasil em conferências internacionais de museus. Deu consultorias, palestras e cursos em diversas universidades. Foi professora convidada da Universidade de Brasília de 1962 a 1963.
Recebeu a Ordem do Mérito Cultural em 2006. Morreu em 12 de julho de 2020, aos 105 anos.